# 1695
1695 هي سنة بسيطة بدأت يوم السبت حسب التقويم الغريغوري ويوم الثلاثاء حسب التقويم اليولياني الأبطأ بعشرة أيام. وكانت أيضا سنة باردة ورطبة جدا. وتزعم السجلات المعاصرة أن النبيذ تجمد في الكؤوس في قصر فرساي.

## أحداث
- تأسيس مدينة ناساو وتقع حاليا في باهاماس.

## مواليد
- جوتفريد هانكه
- فرانسوا أنطوان
- كريستيان هوغنس

## وفيات
- جان دي لافونتين